# Duque de Medina Sidônia
Duque de Medina Sidônia (português brasileiro) ou Medina Sidónia (português europeu) é um título nobiliárquico hereditário do Reino de Espanha que o rei João II de Castela outorgou a Juan Alonso Pérez de Guzmán y Orozco, III Conde de Niebla, a 17 de Fevereiro de 1445, como prémio por serviços à coroa. O nome do ducado provém da localidade espanhola de Medina Sidônia, na Andaluzia e deriva deste a denominação da Casa de Medina Sidônia, apesar de a família ser originária de Burgos, no Reino de Castela. 
Já antes disso os membros da família se haviam notabilizado durante toda a Reconquista, incluindo a Guerra de Granada. O fundador da Casa de Medina Sidônia foi Afonso Peres de Gusmão, o Bom (1268–1309), filho fora de casamento de Pedro Nunes de Gusmão, adiantado-mór de Castela. O duque mais famoso foi, no entanto, D. Alonso Pérez de Guzmán el Bueno y Zúñiga (1550-1615), comandante da Invencível Armada. Desta família foi originaria D. Luísa de Gusmão, rainha de Portugal pelo seu casamento com D. João IV de Portugal e filha do VIII Duque de Medina Sidônia. 

## História

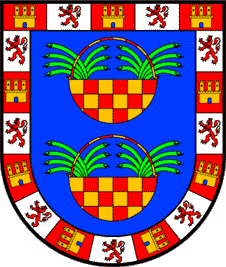
Escudo dos Pérez de Guzmán.

O Ducado de Medina Sidônia é considerado o mais importante do Reino de Espanha, por ser o ducado hereditário de maior antiguidade.
Esta Casa teve uma grande importância histórica, pelo que receberam em 1520 a Grandeza de Espanha de Primeira Classe ou Imemorial, que foi apenas concedida às principais linhagens nobiliárquicas de Espanha.
O título esteve na família Pérez de Guzmán até 1779, quando o herdou José Álvarez de Toledo y Gonzaga, XI Marquês de Villafranca. Desde aí os Álvarez de Toledo ostentam o título, sendo o atual possuidor Leoncio Alonso González de Gregorio y Álvarez de Toledo.

## Duques de Medina Sidônia
- Juan Alonso Pérez de Guzmán y Orozco, I Duque de Medina Sidônia
- Henrique Peres de Gusmão e Meneses, II Duque de Medina Sidônia
- Juan Alonso Pérez de Guzmán y Afán de Ribera, III Duque de Medina Sidônia
- Enrique Pérez de Guzmán y Fernández de Velasco, IV Duque de Medina Sidônia
- Alonso Pérez de Guzmán y Zúñiga, V Duque de Medina Sidônia
- Juan Alonso Pérez de Guzmán y Zúñiga, VI Duque de Medina Sidônia
- Alonso Pérez de Guzmán el Bueno y Zúñiga, VII Duque de Medina Sidônia
- João Manuel Pérez de Guzmán y Silva, VIII Duque de Medina Sidônia[nota 1]
- Gaspar Pérez de Guzmán y Sandoval, IX Duque de Medina Sidônia
- Gaspar Pérez de Guzmán y Guzmán, X Duque de Medina Sidônia
- Juan Clarós Pérez de Guzmán y Fernández de Córdoba, XI Duque de Medina Sidônia
- Manuel Alonso Pérez de Guzmán y Pimentel, XII Duque de Medina Sidônia
- Domingo Pérez de Guzmán y Silva, XIII Duque de Medina Sidônia
- Pedro de Alcántara Pérez de Guzmán y Pacheco, XIV Duque de Medina Sidônia
- José Álvarez de Toledo y Gonzaga, XV Duque de Medina Sidônia
- Francisco de Borja Álvarez de Toledo y Gonzaga, XVI Duque de Medina Sidônia
- Pedro de Alcántara Álvarez de Toledo y Palafox, XVII Duque de Medina Sidônia
- José Joaquín Álvarez de Toledo y Silva, XVIII Duque de Medina Sidônia
- José Joaquín Álvarez de Toledo y Caro, XIX Duque de Medina Sidônia
- Joaquín Álvarez de Toledo y Caro, XX Duque de Medina Sidônia
- Luisa Isabel Álvarez de Toledo y Maura, XXI Duquesa de Medina Sidônia
- Leoncio Alonso González de Gregorio y Álvarez de Toledo, XXII Duque de Medina Sidônia